# Nowy Kawęczyn (Mazovie)
Pour les articles homonymes, voir Nowy Kawęczyn.
Nowy Kawęczyn (prononciation : [ˈnɔvɨ kaˈvɛnt͡ʂɨn]) est un village polonais de la gmina de Ciepielów dans le powiat de Lipsko de la voïvodie de Mazovie dans le centre-est de la Pologne.

## Histoire
De 1975 à 1998, le village appartenait administrativement à la voïvodie de Radom.